# Erich Simmel
Erich Simmel (* 29. Mai 1885 in Breslau; † 26. November 1974 in Kronach) war ein deutscher Jurist und Politiker (DVP, später GB/BHE).

## Leben
Nach dem Abitur am Zwingergymnasium in Breslau studierte Simmel an der  Albert-Ludwigs-Universität Freiburg und der Schlesischen Friedrich-Wilhelms-Universität Breslau Rechtswissenschaft. Im Sommer 1905 wurde er Mitglied des Corps Marcomannia Breslau. Nach den Examen diente er im Ersten Weltkrieg als Offizier und Batterieführer. Nach dem Krieg war er als Rechtsanwalt und Notar in Löwen, Oberschlesien tätig. 1923 wechselte er in gleicher Funktion nach Breslau. Dort fungierte er unter anderem als ständiger Rechtsbeistand der Stadtgemeinde. Simmel war in der Weimarer Republik Mitglied der Deutschen Volkspartei. Er war bis 1924 Kreistagsmitglied des Kreises Brieg.
Er übersiedelte nach dem Zweiten Weltkrieg als Heimatvertriebener in die Amerikanische Besatzungszone und ließ sich 1945 in Kronach als Rechtsanwalt nieder. Ab 1948 war er stellvertretender Bürgermeister von Kronach. 1949 gründete er die Kronacher Wohnungsbau GmbH, deren Aufsichtsrat er lange Jahre vorstand. Er engagierte sich seit 1947 in Bayern führend in der Heimatvertriebenenbewegung. Er trat in den Gesamtdeutschen Block/Bund der Heimatvertriebenen und Entrechteten ein und wurde im Juli 1950 ins Direktorium des bayerischen BHE-Landesverbandes gewählt.  Er gehörte von 1950 bis 1958 dem Bayerischen Landtag an, war hier von 1950 bis 1953 zunächst stellvertretender Vorsitzender und 1953/54 dann Vorsitzender der GB/BHE-Fraktion.  Vom 14. Dezember 1954 bis zum 11. Dezember 1962 amtierte er als Staatssekretär im Staatsministerium für Landwirtschaft und Forsten in den von den Ministerpräsidenten Wilhelm Hoegner, Hanns Seidel und Hans Ehard geführten Regierungen des Freistaates Bayern. 

## Ehrungen
- Verdienstorden der Bundesrepublik Deutschland, Großes Verdienstkreuz (1956)
- Bayerischer Verdienstorden (1959)
- Bayerische Staatsmedaille in Gold (1962)
- Stern zum Großen Bundesverdienstkreuz (1966)